# División del trabajo
La división del trabajo es la fragmentación o descomposición de una actividad en tareas más elementales, así como su reparto entre diferentes personas, según su fuerza física, habilidad y conocimientos. Aunque desde la prehistoria fue consustancial a toda actividad humana, la división del trabajo se intensificó con la revolución neolítica que originó las sociedades agrarias y aceleró de modo extraordinario su contribución al cambio tecnológico y social con el desarrollo del capitalismo y la revolución industrial. Es decir, se refiere a la separación de tareas en cualquier sistema económico o social de modo que los individuos puedan especializarse en ciertas actividades. Este concepto es crucial en el estudio de la estratificación social porque la especialización y la distribución de tareas a menudo reflejan y refuerzan las jerarquías sociales.

## Descripción
En general, la división del trabajo es la separación de tareas en cualquier sistema económico para que los participantes se especialicen. Los individuos, las organizaciones y las naciones están dotados o adquieren capacidades especializadas y forman combinaciones o intercambios para aprovechar las capacidades de otros además de los suyos.

## Características
Existen varias características de la división del trabajo que permiten que se aumente la producción de la sociedad en general, al aprovechar todas las capacidades del trabajador y los recursos disponibles, que en muchos casos son escasos.
1. Diferencia de capacidades: Cada persona posee características propias que le permiten ser mejor en algunas actividades que en otras. La división del trabajo permite que las personas se ocupen de aquella actividad en la cual maximizan su productividad y no pierdan tiempo ni esfuerzo realizando otras actividades que otras personas podrían hacer mejor.
2. Aprendizaje por medio de la experiencia: Suponiendo que existan dos personas con las mismas capacidades, el dedicar a una persona a realizar una actividad hace que esa persona se vuelva especialista en llevarla a cabo, pues le permite desarrollar destrezas y descubrir mejores técnicas que simplifiquen el trabajo.
3. Ahorro de tiempo: El que un trabajador esté dedicado permanentemente a una sola tarea evita la pérdida de tiempo por el paso de un trabajo a otro.

## Evolución
La evolución de la división del trabajo representa un proceso complejo de interacción entre los seres humanos. Se pueden considerar diversas etapas a lo largo de la historia humana, pero el referente más común para observar la división del trabajo son los modos de producción. Cada etapa nació como producto de las contradicciones de la etapa anterior y son las condiciones generales (necesidades sociales, avances tecnológicos, tamaño de la población, extensión de tierras, etc.) que prevalecieron en su momento quienes determinan su permanencia o extinción.
La historia de la división del trabajo confirma que esta división implica la solidaridad humana, puesto que obliga a todos los hombres a auxiliarse mutuamente ya que todas las tareas en el proceso de producción están ligadas.

## Perspectivas
La división del trabajo ha sido un tema muy importante para los escritos económicos desde los primeros tiempos, y fue tratado con gran detalle por los principales economistas, siendo Adam Smith y Karl Marx los que la estudiaron con mayor profundidad.

### Según Adam Smith
En An Inquiry into the Nature and Causes of the Wealth of Nations (1776), Adam Smith previó la esencia del industrialismo al determinar que la división del trabajo representa un aumento cuantitativo de la productividad. En sus estudios, Smith analizó la manera en que las naciones aumentaban su riqueza, siendo una de las principales causas la “división de trabajo”.
Señaló que gracias a la división de trabajo se ahorraba tiempo, lo que redundaba en un aumento de la producción pues el obrero no tenía que estar cambiando sus herramientas constantemente, además de que se ahorraba capital porque el obrero no tenía que disponer de todas las herramientas, solo las necesarias para la función que desempeñaba. Smith establecía que a través de la división de trabajo los trabajadores desarrollaban más habilidad y destreza en sus tareas. Los trabajadores especializados tenían más posibilidades de inventar máquinas que hicieran más eficientes las tareas que realizaban diariamente. Smith advertía que la división del trabajo trajo consigo una diversificación de sueldos que correspondían a diferentes tareas. Según Smith, los distintos salarios dependían de los siguientes factores:
1. Un trabajo puede resultar desagradable por sus condiciones insalubres, por lo que habrá pocos hombres que acepten un trabajo en esas condiciones a menos que reciban un salario que recompense el trabajo realizado.
2. Algunos empleos requieren antes un entrenamiento especial.
3. Un empleo irregular o inseguro está mejor pagado. Aquellos trabajadores de la construcción ganan más que otros que están similarmente entrenados a causa que las adversas condiciones del trabajo.
4. Cuando se requiere un alto grado de confianza los salarios aumentan.
5. La remuneración será alta si la tarea se ve coronada por el éxito.

Pero, a pesar de los grandes beneficios que le generaba a un país la división de trabajo, Smith consideraba que esta era la causa principal de que un grupo importante de la población se quedara en la ignorancia, esto al tener que realizar labores muy mecánicas. Debido a esto, Smith resalta la importancia de que el Estado incentive la educación y la religión como formas de mitigar esta ignorancia.

#### Fabricación de alfileres
Adam Smith plantea como ejemplo la fabricación de alfileres, cuya manufactura no es de mucha importancia, pero sirve mucho como ejemplo cuando hablamos de la división del trabajo.
Un obrero que no haya tomado clases de cómo fabricar alfileres ni sabe cómo usar la maquinaria para fabricarlos, difícilmente podría fabricar un alfiler al día y por consiguiente no podrá confeccionar más de 10. Hoy, la fabricación de alfileres está dividida en distintas etapas que requieren la participación de varios obreros, un obrero estira el alambre, otro lo endereza, el tercer obrero lo va cortando en trozos iguales, un cuarto hace la punta del alfiler, un quinto obrero lima el extremo donde coloca la cabeza: la confección de la cabeza requiere de operaciones distintas: fijarla, pintar los alfileres, y todavía es un proceso diferente colocarlos en el papel. El trabajo de hacer un alfiler queda dividido en unos dieciocho pasos diferentes, con la cooperación de varios obreros, haciendo un trabajo en equipo para obtener mejores resultados en la producción.

### Según Karl Marx
Por su parte, Marx argumentó que el aumento de la especialización puede generar trabajadores con peores habilidades y falta de entusiasmo por su trabajo. Describió el proceso como una alienación: los trabajadores se vuelven cada vez más especializados y el trabajo se vuelve repetitivo, llevando finalmente a una completa alienación del proceso de producción. El trabajador entonces se "deprime espiritualmente y físicamente a la condición de una máquina".
Además, Marx argumentó que la división del trabajo crea trabajadores menos cualificados. A medida que el trabajo se vuelve más especializado, se necesita menos entrenamiento para cada trabajo específico, y la mano de obra, en general, es menos calificada que si un trabajador hiciera un trabajo completamente. Entre las aportaciones teóricas de Marx está su clara distinción entre la división económica y social del trabajo. Es decir, algunas formas de cooperación laboral se deben exclusivamente a la "necesidad técnica", pero otras son resultado de una función de "control social" relacionada con una jerarquía de clase y de estatus. Si se combinan estas dos divisiones, podría parecer que la división del trabajo existente es técnicamente inevitable e inmutable, y no (en buena parte) socialmente construida e influenciada por las relaciones de poder. También sostiene que, en una sociedad comunista, la división del trabajo es trascendida, lo que significa que el desarrollo humano equilibrado ocurre donde las personas expresan plenamente su naturaleza en la variedad de trabajo creativo que realizan.

## Ventajas
Entre las ventajas de la división del trabajo se encuentran que el obrero adquiere mayor habilidad en operaciones sencillas y repetidas con frecuencia, además de que no pierde tiempo en pasar de una operación a otra, ya sea por cambiar de sitio, postura o herramienta. De igual forma, gracias a la repetición de las mismas actividades, se consigue facilidad para descubrir técnicas y procedimientos más rápidos y sencillos.

## Inconvenientes
Uno de los inconvenientes de la división del trabajo es que se limita el espíritu del hombre al forzarlo a realizar la misma actividad, que la mayoría de las veces representa una tarea mecánica; y esto convierte a los trabajos en monótonos por su igualdad y repetición. Además, se hace aprender al trabajador sólo una parte del sistema de producción, por lo tanto, se genera una dependencia con el fabricante pues no podría desempeñar todo el oficio por sí solo. Finalmente, una especialización trae consigo un aumento en la producción, pero si este sobrepasa los niveles más altos, puede dar lugar a la generación de crisis industriales que afectan a distintos sectores de la población.

## Taylorismo
Este término viene del estadounidense Frederick Winslow Taylor, desarrolló un método para organizar la actividad laboral basada en la especialización de los trabajadores, controlar el tiempo de cada actividad y la división de tareas; todo con la única intención de maximizar la productividad.
Lo que propone el taylorismo es dividir el trabajo en diferentes procesos y registrar el tiempo que se tarda cada una, para minimizar la pérdida de tiempo. Los obreros trabajan en secuencia, así se especializan en un proceso productivo. Así, se divide en tareas más simples. También implementa el pago por productividad, incentivando al obrero a trabajar de una manera más rápida.

## Fordismo
El fordismo apareció en el siglo XX y lo llevó a la práctica Henry Ford para la producción de automóviles. Este sistema emplea el modo de producción en serie, a diferencia del Taylorismo, en este sistema el pago de los salarios era alto y la producción era masiva. Los altos salarios tenían principalmente dos finalidades, la primera era que los trabajadores se integraran al nuevo sistema de organización del trabajo que era menos calificado, monótono y repetitivo. Y la segunda finalidad era darles un incentivo a los obreros para que consumieran, en consecuencia, esto generaría que el salario se convertiría en una inversión ya que generaría una demanda del bien que se produce.  El fordismo brinda el espacio necesario a sus obreros, así como las máquinas para realizar las actividades que se requieren; siempre y cuando no se esté desperdiciando espacio. Los obreros son personas especializadas en una sola tarea que se dedican a repetir la misma operación, es por esto que era necesario la organización y el control de la producción; la producción se dividió en procesos muy específicos con la finalidad de la producción fluyera y no tuviera interrupciones generando una expansión en el mercado. La ganancia que generaba este sistema se fue a la inversión de capital (maquinaria) que tiempo después género inconformidad con la mano de obra. Una desventaja que tuvo este sistema fue el control de la vida del obrero dentro y fuera de la empresa, que después generó un choque entre los sindicatos y la fábrica.

## División internacional del trabajo
La división internacional de trabajo se da gracias a la autonomía de la economía política global; sus partes son una reorganización espacial de la producción entre las regiones del mundo, así como complejos entramados de redes que conectan procesos de producción, compradores y vendedores, además del surgimiento de empresas transnacionales que median dichos procesos. (Mittelman, 2002).
Por otra parte, Fröbel, Heinrichs y Kyeye (1980), sostienen que la división internacional de trabajo en donde el mundo en vías de desarrollo quedaba relegado a la producción de materias primas, ha cambiado notablemente. Gracias a los nuevos avances tecnológicos sobre todo en las comunicaciones y transportes puede conectar los subprocesos de fabricación ya que con los transportes disminuye el tiempo de traslado. Se tomaron algunas medidas que son los mercados abiertos, una administración pública eficiente, tasas fiscales bajas, mercados laborables flexibles, un sistema político estable y eficaz.